# Pseudapanteles dignus
Pseudapanteles dignus är en stekelart som först beskrevs av Muesebeck 1938.  Pseudapanteles dignus ingår i släktet Pseudapanteles och familjen bracksteklar. Inga underarter finns listade i Catalogue of Life.